# Дубровачко Приморие
Дубровачко Приморие (на хърватски: Dubrovačko Primorje) е община в Дубровнишко-неретванска жупания, Хърватия. Според преброяването от 2011 г. има 2170 жители, почти изцяло хървати.